# Khawar
Khawar o Khuwar, fou una ciutat de la regió del Kumis, moderna província de Semnan.
Es creu que era l'antiga Choara (grec: Χόαρα Khóara, antic iranià *huṷăra- o *xṷăra-) esmentada pel geografs grecs i que seria el centre de la Choarene (Khoarene) a Mèdia que esmenta Estrabó, si bé parla de la ciutat i no del districte. Els arsacides van incorporar la regió a Pàrtia. Sota els seleùcides la ciutat d'Apamea estava situada al districte de Khoarene
Sota els musulmans hauria agafat el nom de Khuwār (àrab: خوار) dels geografs musulmans que la situen a la vora de la ruta del Gran Khurasan; modernament un districte porta el nom de Khāvar (Khāwar), i té centre a Arādān.